# Hiéroglyphe égyptien F11
La tête et cou d'antilope, en hiéroglyphes égyptiens, est classifiée dans la section F « Parties de mammifères » de la liste de Gardiner ; cet hiéroglyphe y est noté F11.

## Représentation
Il représente une tête d'antilope au long coup peut être une gazelle de Waller (Litocranius walleri).  

## Utilisation
| F10 |

| F10 |

C'est un déterminatif du champ lexical du coup et de la gorge ainsi que des activités en lien avec ces dernières.